# 역곡중학교
역곡중학교(驛谷中學校)는 대한민국 경기도 부천시 원미구 역곡동에 있는 공립 중학교이다.

## 학교 연혁
- 1985년 12월 18일 : 역곡중학교 설립 인가
- 1986년 3월 1일 : 초대 이원재 교장 취임
- 1986년 3월 5일 : 제1회 입학식 (311명)
- 1986년 6월 24일 : 레슬링부 창단
- 1987년 6월 1일 : 축구부 창단 (2018.02.28. 해단)
- 1989년 1월 9일 : 운동부 선수 합숙소 준공
- 1989년 2월 15일 : 제1회 졸업식(남 128명, 여 192명 계 320명)
- 2000년 3월 1일 : 특수학급 설치 (1학급)
- 2006년 8월 25일 : 인조잔디구장 조성
- 2024년 1월 8일 : 제36회 졸업식(남 130명, 여 107명) 총 졸업생 16,660명
- 2024년 3월 1일 : 제15대 이연실 교장 취임
- 2024년 3월 4일 : 입학식(9학급 241명 남 132명, 여 109명)

## 참고 자료
- 역곡중학교 - 한국교육학술정보원 학교알리미